# Luis Sabalza
Luis Sabalza Iriarte (Sangüesa, 23 de octubre de 1947) es un abogado y dirigente deportivo español, actual presidente del Club Atlético Osasuna desde diciembre de 2014. Renovó su presidencia en noviembre de 2021.

## Historia
Nació en la localidad navarra de Sangüesa el 23 de octubre de 1947. 
Siendo adolescente ingresó en el Seminario de Pamplona, donde estudió 6 años, hasta los 17 años que empezó a trabajar en la Caja de Ahorros de Navarra. Paralelamente estudió derecho en la UNED, y una vez terminó los estudios fue promocionado para trabajar en la asesoría jurídica de dicha entidad bancaria. Más tarde ejerció como Abogado en un bufete propio.
Fue defensor del socio en Club Atlético Osasuna de 1998 a 2012 (Con los anteriores presidentes: Javier Miranda, Patxi Izco y Miguel Archanco, ya concurrió a las elecciones en 2012 como vicepresidente en una candidatura encabezada por Javier Zabaleta.  
En noviembre de 2017, tras ser el único candidato, volvió a ser reelegido presidente. El 22 de noviembre del 2021 La Junta Electoral de Osasuna, conforme a los estatutos del club, anunció que Luis Sabalza, siendo único único candidato, era proclamado de nuevo presidente de Osasuna para los próximos cuatro años.  
La temporada 2022/23 fue histórica para Osasuna consiguiendo llegar a la final de Copa del Rey, perdiendo está frente al Real Madrid, además de su clasificación para la Conference League.  
 Actualmente es el socio número 673, y aborda su tercer mandato de la entidad sin haber afrontado ninguna pugna electoral ante la falta de candidatos en todas las ocasiones. Sabalza es el 23º presidente de la historia de Osasuna. El 10 de diciembre de 2024, cumplió 10 años al frente del equipo navarro.
Luis Sabalza es divorciado, y padre de 3 hijos.
| Predecesor: Miguel Archanco Taberna | Presidente del Club Atlético Osasuna 2014-presente | Sucesor: - |